# 貝爾蒙蒂 (葡萄牙)
貝爾蒙蒂（葡萄牙語：Belmonte），是葡萄牙的城鎮，位於該國中部，由布朗庫堡區負責管轄，始建於1199年，面積118.76平方公里，2011年人口6,859，人口密度每平方公里58人。